# バスケットボールコートジボワール代表
バスケットボールコートジボワール代表（Côte d'Ivoire national basketball team）は、コートジボワールバスケットボール連盟により国際大会に派遣されるバスケットボールのナショナルチームである。
80年代にアフリカ選手権を2度制した古豪である。
2010年の世界選手権で24年ぶり出場を決めた。
地元開催だったアフロバスケット2013は3位決定戦でセネガルに敗れ2014年ワールドカップ出場を逃した。オールトーナメントチームにスレイマン・ディアバテが選出された。
アフロバスケット2015は、ラウンド16でマリ相手に敗れた。
FIBAアフロバスケット2017は、グループステージで3戦全敗に終わった。
予選を勝ち抜いて出場した2019年ワールドカップは、グループステージと順位決定戦の全ての試合で敗れた。
FIBAアフロバスケット2021では快進撃を見せ、グループステージを3戦全勝で突破し、決勝トーナメントに入っても準々決勝でギニア相手に98-50、準決勝でセネガル相手に75-65のスコアで勝利し決勝へ進出する。決勝戦はチュニジアとの対戦となったが、75-78のスコアで敗れ準優勝。大会のオールスターチームにマット・コステロが選出された。
2023年FIBAバスケットボールワールドカップアフリカ予選では1次ラウンドを6戦全勝、2次ラウンドに入っても2連勝スタートで、アフリカのチームとしては1番乗りとなる本大会出場を決めた。本大会では、イラン相手に勝利した。
FIBAアフロバスケット2025は、グループステージを3戦全勝で突破。準々決勝ではマリとの対戦となったが、一時は15点差のリードする試合展開だったがその後追い付かれ、オーバータイムの末96-102のスコアで敗れた。

## 主な国際大会成績
- オリンピック
  - 出場なし
- ワールドカップの成績
  - 1982年 ― 13位
  - 1986年 ― 23位
  - 2010年 ― 21位
  - 2019年 ― 29位
  - 2023年 ― 27位
- アフリカ選手権の成績
  - 優勝：2回（1981, 1985）

## 現在の代表選手
2025年FIBAアフロバスケットのロスター
- マット・コステロ
- マクセンス・ダディエ
- アッセミアン・モラーレ
- バズ・コネ
- リオネル・クアディオ
- スレイマン・ディアバテ
- ヴァフェッサ・フォファナ
- バリ・クリバリ
- アマドゥ・シディベ
- シドニー・ハウモンド
- ジュニオール・ワタラ
- ジャン・フィリップ・ダリー

## 歴代代表選手
- マット・コステロ
- デオン・トンプソン
- アレックス・ポイトレス
- パトリック・タペ
- ヴァフェッサ・フォファナ
- ソロ・ディアバテ
- ガイ・エディ
- イスマエル・サノゴ
- フレジュス・ゼルボ
- スレイマン・ディアバテ
- ジャン・フランソワ・ケベ
- ステファヌ・コナテ

## 歴代ヘッドコーチ
- デヤン・プロキッチ (2022)
- ナチョ・レスカノ (2024)
- ミゲル・アンヘル・オヨ (2025)